# ShoMMA
ShoMMA: Strikeforce Challengers é uma série de  artes marciais mistas produzida pela Strikeforce e pelo canal estadunidense de Showtime.  Similar ao anterior ShoXC da Strikeforce, a série promove o surgimento de novos lutadores de MMA.

## Eventos
| Número | Evento                                           | Data                    | Local                            | Cidade               |
| ------ | ------------------------------------------------ | ----------------------- | -------------------------------- | -------------------- |
| 18     | Strikeforce Challengers: Gurgel vs. Duarte       | 12 de Agosto de 2011    | Palms Casino Resort              | Las Vegas, Nevada    |
| 17     | Strikeforce Challengers: Bowling vs. Voelker III | 22 de Julho de 2011     | Palms Casino Resort              | Las Vegas, Nevada    |
| 16     | Strikeforce Challengers: Fodor vs. Terry         | 24 de Junho de 2011     | ShoWare Center                   | Kent, Washington     |
| 15     | Strikeforce Challengers: Wilcox vs. Damm         | 1 de Abril de 2011      | Stockton Arena                   | Stockton, California |
| 14     | Strikeforce Challengers: Beerbohm vs. Healy      | 18 de Fevereiro de 2011 | Cedar Park Center                | Cedar Park, Texas    |
| 13     | Strikeforce Challengers: Woodley vs. Saffiedine  | 7 de Janeiro de 2011    | Nashville Municipal Auditorium   | Nashville, Tennessee |
| 12     | Strikeforce Challengers: Wilcox vs. Ribeiro      | 19 de Novembro de 2010  | Jackson Convention Complex       | Jackson, Mississippi |
| 11     | Strikeforce Challengers: Bowling vs. Voelker     | 22 de Outubro de 2010   | Save Mart Center                 | Fresno, California   |
| 10     | Strikeforce Challengers: Riggs vs. Taylor        | 13 de Agosto 2010       | Dodge Theatre                    | Phoenix, Arizona     |
| 9      | Strikeforce Challengers: del Rosario vs. Mahe    | July 23, 2010           | Comcast Arena at Everett         | Everett, Washington  |
| 8      | Strikeforce Challengers: Lindland vs. Casey      | 21 de Maio 2010         | Rose Garden                      | Portland, Oregon     |
| 7      | Strikeforce Challengers: Johnson vs. Mahe        | 26 de Março de 2010     | Save Mart Center                 | Fresno, California   |
| 6      | Strikeforce Challengers: Kaufman vs. Hashi       | 26 de Fevereiro de 2010 | San Jose Civic Auditorium        | San Jose, California |
| 5      | Strikeforce Challengers: Woodley vs. Bears       | 20 de Novembro de 2009  | Memorial Hall                    | Kansas City, Kansas  |
| 4      | Strikeforce Challengers: Gurgel vs. Evangelista  | 6 de Novembro de 2009   | Save Mart Center at Fresno State | Fresno, California   |
| 3      | Strikeforce Challengers: Kennedy vs. Cummings    | 25 de Setembro de 2009  | SpiritBank Event Center          | Bixby, Oklahoma      |
| 2      | Strikeforce Challengers: Villasenor vs. Cyborg   | 19 de Junho de 2009     | ShoWare Center                   | Kent, Washington     |
| 1      | Strikeforce Challengers: Evangelista vs. Aina    | 15 de Maio de 2009      | Save Mart Center                 | Fresno, California   |